# مارجي بروفت
مارجي بروفت (بالإنجليزية: Margie Profet)‏ مارغريت جيه «مارجي» بروفيت (ولدت في 7 أغسطس 1958) هي عالمة بيولوجي بدون تدريب رسمي على البيولوجيا وهذا هو الذي خلق جدل دام عشر سنوات عندما نشرت نتائجها حول دور التطور الدارويني في الحيض،  الحساسية  ودوار الصباح. وقالت إن هذه العمليات الثلاث تطورت للقضاء على مسببات الأمراض، والمواد المسرطنة وغيرها من السموم من الجسم.

## السيرة
تخرجت من جامعة هارفارد، حيث حصلت على درجة الفلسفة السياسية في عام 1980م، وجامعة كاليفورنيا في بيركلي، حيث حصلت في عام 1985م على درجة البكالوريوس في الفيزياء، عادت بروفيت إلى المدرسة في عام 1994م، ودرست الرياضيات في جامعة واشنطن في سياتل، حيث منحت منصب «باحث زائر» في قسم علم الفلك، وهو الانضباط المتحالف. بعد عدة سنوات، عادت إلى هارفارد، مرة أخرى لدراسة الرياضيات.
عندما فازت بروفيت في زمالة ماك آرثر في عام 1993م،  لاحظتها وسائل الإعلام الدولية. دعا مراسل صحيفة نيويورك تايمز ناتالي أنجير نظرية البروفيت أن الحيض يحمي القنوات التناسلية للإناث في الثدييات «وجهة نظر جديدة جذرية». سسينتيفيك أمريكان، تايم، أومني، وحتى مجلة الشعب كل ذلك مع ملامح متعمقة من 35 عاما «المعجزة» معجزة علمية.
وواصلت بروفيت نشر اثنين من الكتب الأكثر مبيعا المثيرين للجدل على حد سواء، في عام 1995م نشرت كتب عن حماية الطفل: الوقاية من عيوب الولادة في الأشهر الثلاثة الأولى من الحمل والمتابعة عام 1997م، وكتاب مرض الحمل: استخدام الدفاعات الطبيعية لجسمك لحماية طفلك إلى أن يكون صحيحا. , واعتبر المؤيدون - بما في ذلك عالم سانتا باربرا في الأنثروبولوجيا دونالد سيمونز وبروس آميس عالم السموم في بيركلي عملا تحليلياً رائداً لنظرية التطور في سياق لم يسبق له مثيل.
في عام 2008، وجد باحثو جامعة كورنيل بول وجانيت شلمان شيرمان نظرية بروفيت، أن الحساسية تطورت لطرد السموم والمواد المسرطنة - ما يسمى ب «السموم» أو «فرضية الوقاية» - قد شرح ملاحظة غامضة تعود إلى عام 1953م ووتكررت عدة مرات وهي ان الناس الذين يعانون من الحساسية هي في خطر أقل بكثير لبعض أنواع السرطانات، وأبرزها اورام المخ.
دعمت البحوث على مدى عقود فرضية الوقاية لبروفيت عن المواد المسرطنة، قامت كلية الطب بجامعة ستانفورد وطلاب كلية الطب جامعة ييل في عام 2013 بدعم تجريبي مماثل تطبيقه على السموم، وتحديدا سم النحل. يسبب سم النحل الحساسية في بعض الناس التي يمكن أن تشمل صدمة الحساسية والموت. ونشرت كلتا الدراستين في مجلة علم المناعة.
ثم وجد باحثي علم المناعة في ييل نوح بالم، رسلان مدزيتوف، وآخرون. أن الفوسفوليباز A2 - وهو المادة الرئيسية للحساسية في سم النحل - «مستشعر من قبل الجهاز المناعي الفطري» ويحفز استجابة مناعية في الفئران والتي تحميها ضد جرعات السم قاتلة. .
وبالمثل، فإن حقن الفئران بجرعة صغيرة من سم النحل يمنح الحصانة لجرعة أكبر بكثير، وقاتلة، وجد باحثا ستانفورد ستيفن غالي وتوماس ماريشال وفليب ستاركل. «النتائج التي توصلنا إليها تدعم الفرضية القائلة بأن هذا النوع من الاستجابة المناعية المرتبطة بالسم والمتحرك من إيغ قد طور، على الأقل من الناحية التطورية، لحماية المضيف من كميات السمية المحتملة، مثل ما يحدث إذا واجه الحيوان عش النحل، أو في حالة ثعبان الأفعى». .
قامت مسرحية كيف والسبب من قبل سارة تريم في عام 2011م على عمل بروفيت على الحيض.

## الاختفاء والاكتشاف
اختفت بروفيت من كامبريدج، ماساتشوستس: وفقا لكلام الأصدقاء والزملاء، في عام 2005م؛ وفقا لأفراد الأسرة، قبل عام 2005. ولم يعرف مكان وجودها لأكثر من سبع سنوات حتى وجدت في بوسطن، ماساتشوستس، بعد محنة طويلة مع الفقر والمرض. تم جمع شملها مع عائلتها في جنوب كاليفورنيا في 16 مايو 2012م نتيجة لاهتمام على الصعيد الوطني من مقالة علم النفس اليوم مايو.